# Iryna Komisarowa
Iryna Komisarowa, uk. Ірина Комісарова (ur. 18 czerwca 1970 w Chersoniu) – ukraińska siatkarka, reprezentantka kraju, rozgrywająca.
Obecnie występuje w drużynie Siewierodoncianka Siewierodonieck.

## Kariera
| Klub                              | Kraj      | Od        | Do        |
| Orbita Zaporoże                   | Ukraina   | 1986–1987 | 1994–1995 |
| Emlakbank Ankara                  | Turcja    | 1995–1996 | 1996–1997 |
| Orbita Zaporoże                   | Ukraina   | 1997–1998 | 1997–1998 |
| Vakıfbank Güneş Sigorta Stambuł   | Turcja    | 1998–1999 | 2002–2003 |
| Orbita Zaporoże                   | Ukraina   | 2003–2004 | 2003–2004 |
| Tifon-Azena Velika Gorica         | Chorwacja | 2004–2005 | 2004–2005 |
| Vakıfbank Güneş Sigorta Stambuł   | Turcja    | 2005–2006 | 2005–2006 |
| Beşiktaş JK                       | Turcja    | 2007–2008 | 2007–2008 |
| Siewierodoncianka Siewierodonieck | Ukraina   | 2008–2009 | ...       |

## Osiągnięcia
- Mistrzostwa Ukrainy
  -  1993, 2009
- Puchar Ukrainy
  -  1993, 2009
- Puchar CEV
  -  1990
- Mistrzostwa Turcji
  -  1996
- Puchar ZSRR
  -  1990